# Window of My Eyes
Window of My Eyes is een single van de Nederlandse bluesband Cuby + Blizzards.
Het is een van de weinige Nederlandse singles die een kunstwerk naar zich genoemd hebben gekregen: een zwerfkei aan een bosrand in het Grollooërveen, waar Harry Muskee graag kwam toen hij in Grolloo woonde. De tekst op de kei luidt  "through the window of my eyes" Harry Muskee 1967.
De schrijver zat met zijn droevige ogen naar buiten te staren naar het al even droevige weer (het is blues). Achteroverhangend probeert hij een manier te bedenken om te leven zoals hij dat wil; hij is dat in de loop der tijd kwijtgeraakt.
B-kant was Checking up on My Baby van Sonny Boy Williamson.
Window of my Eyes werd door Anton Corbijn in 2010 gebruikt bij de aftiteling van zijn film The American, en de band kreeg voor het nummer een Edison.

## Musici
- Harry Muskee – zang, mondharmonica
- Eelco Gelling – gitaar
- Jaap van Eik – basgitaar
- Herman Brood – piano
- Dick Beekman – slagwerk

## Hitnoteringen
| "Window of My Eyes" in de Nederlandse Top 40 - binnen: 28-09-1968 | "Window of My Eyes" in de Nederlandse Top 40 - binnen: 28-09-1968 | "Window of My Eyes" in de Nederlandse Top 40 - binnen: 28-09-1968 | "Window of My Eyes" in de Nederlandse Top 40 - binnen: 28-09-1968 | "Window of My Eyes" in de Nederlandse Top 40 - binnen: 28-09-1968 | "Window of My Eyes" in de Nederlandse Top 40 - binnen: 28-09-1968 | "Window of My Eyes" in de Nederlandse Top 40 - binnen: 28-09-1968 | "Window of My Eyes" in de Nederlandse Top 40 - binnen: 28-09-1968 | "Window of My Eyes" in de Nederlandse Top 40 - binnen: 28-09-1968 | "Window of My Eyes" in de Nederlandse Top 40 - binnen: 28-09-1968 | "Window of My Eyes" in de Nederlandse Top 40 - binnen: 28-09-1968 | "Window of My Eyes" in de Nederlandse Top 40 - binnen: 28-09-1968 |
| Week                                                              | 1                                                                 | 2                                                                 | 3                                                                 | 4                                                                 | 5                                                                 | 6                                                                 | 7                                                                 | 8                                                                 | 9                                                                 | 10                                                                |                                                                   |
| ----------------------------------------------------------------- | ----------------------------------------------------------------- | ----------------------------------------------------------------- | ----------------------------------------------------------------- | ----------------------------------------------------------------- | ----------------------------------------------------------------- | ----------------------------------------------------------------- | ----------------------------------------------------------------- | ----------------------------------------------------------------- | ----------------------------------------------------------------- | ----------------------------------------------------------------- | ----------------------------------------------------------------- |
| Nummer                                                            | 39                                                                | 23                                                                | 15                                                                | 11                                                                | 10                                                                | 13                                                                | 19                                                                | 26                                                                | 32                                                                | 40                                                                | uit                                                               |

| "Window of My Eyes" in de Nederlandse Single Top 100 - binnen: 19-10-1968 | "Window of My Eyes" in de Nederlandse Single Top 100 - binnen: 19-10-1968 | "Window of My Eyes" in de Nederlandse Single Top 100 - binnen: 19-10-1968 | "Window of My Eyes" in de Nederlandse Single Top 100 - binnen: 19-10-1968 | "Window of My Eyes" in de Nederlandse Single Top 100 - binnen: 19-10-1968 | "Window of My Eyes" in de Nederlandse Single Top 100 - binnen: 19-10-1968 |
| Week                                                                      | 1                                                                         | 2                                                                         | 3                                                                         | 4                                                                         |                                                                           |
| ------------------------------------------------------------------------- | ------------------------------------------------------------------------- | ------------------------------------------------------------------------- | ------------------------------------------------------------------------- | ------------------------------------------------------------------------- | ------------------------------------------------------------------------- |
| Nummer                                                                    | 11                                                                        | 10                                                                        | 13                                                                        | 20                                                                        | uit                                                                       |

### Evergreen Top 1000
| Evergreen Top 1000 "Window Of My Eyes" | Evergreen Top 1000 "Window Of My Eyes" | Evergreen Top 1000 "Window Of My Eyes" | Evergreen Top 1000 "Window Of My Eyes" | Evergreen Top 1000 "Window Of My Eyes" | Evergreen Top 1000 "Window Of My Eyes" | Evergreen Top 1000 "Window Of My Eyes" | Evergreen Top 1000 "Window Of My Eyes" | Evergreen Top 1000 "Window Of My Eyes" | Evergreen Top 1000 "Window Of My Eyes" | Evergreen Top 1000 "Window Of My Eyes" | Evergreen Top 1000 "Window Of My Eyes" | Evergreen Top 1000 "Window Of My Eyes" | Evergreen Top 1000 "Window Of My Eyes" | Evergreen Top 1000 "Window Of My Eyes" | Evergreen Top 1000 "Window Of My Eyes" | Evergreen Top 1000 "Window Of My Eyes" |
| Jaar                                   | 2008                                   | 2009                                   | 2010                                   | 2011                                   | 2012                                   | 2013                                   | 2014                                   | 2015                                   | 2016                                   | 2017                                   | 2018                                   | 2019                                   | 2020                                   | 2021                                   | 2022                                   | 2023                                   |
| -------------------------------------- | -------------------------------------- | -------------------------------------- | -------------------------------------- | -------------------------------------- | -------------------------------------- | -------------------------------------- | -------------------------------------- | -------------------------------------- | -------------------------------------- | -------------------------------------- | -------------------------------------- | -------------------------------------- | -------------------------------------- | -------------------------------------- | -------------------------------------- | -------------------------------------- |
| Positie                                | -                                      | -                                      | -                                      | -                                      | -                                      | 106                                    | 149                                    | 33                                     | 35                                     | 22                                     | 41                                     | 44                                     | 31                                     | 34                                     | 42                                     | 36                                     |

### NPO Radio 2 Top 2000
| Nummer met noteringen in de NPO Radio 2 Top 2000 | '99 | '00 | '01 | '02 | '03 | '04 | '05 | '06 | '07 | '08 | '09 | '10 | '11 | '12 | '13 | '14 | '15 | '16 | '17 | '18 | '19 | '20 | '21 | '22 | '23 | '24 |
| ------------------------------------------------ | --- | --- | --- | --- | --- | --- | --- | --- | --- | --- | --- | --- | --- | --- | --- | --- | --- | --- | --- | --- | --- | --- | --- | --- | --- | --- |
| Window of My Eyes                                | 230 | 91  | 45  | 84  | 84  | 84  | 89  | 88  | 69  | 76  | 87  | 81  | 38  | 106 | 142 | 136 | 194 | 259 | 248 | 363 | 338 | 360 | 364 | 420 | 341 | 420 |

1. ↑  Een vetgedrukt getal geeft de hoogste notering aan.